# Hedy Gura
Hedy Gura, Geburtsname Hedwig Braun, auch Hedi Gura, Heda Gura, (geboren 21. Januar 1893 in München; gestorben 18. März 1967 in Hamburg) war eine deutsche Opernsängerin (Mezzosopran) und Gesangslehrerin.

## Leben
Über Hedy Guras Eltern und weitere Verwandte gibt es widersprüchliche Angaben.
Ihre Mutter (* 6. Dez. 1866 Nürnberg) war eine geborene Bleisteiner, in erster Ehe Braun, in zweiter Ehe Böhm, als Vater wird Braun (geb. 1844 München, gest. 1904 Kufstein, Bayern), jüdisch, angegeben. Ihr Stiefvater war Oberstleutnant Rudolf Böhm, Wien. Andere Quellen nennen als Vater Eugen Gura jun. (geb. 1869), der über 30 Jahre lang als Schauspieler in München wirkte. Auch bei den Geschwistern gibt es widersprüchliche Angaben. Als Schwester wird Rosa Braun-Gura genannt, 3 Jahre KZ-Haft, ihr Bruder wurde im KZ ermordet.
Auch was die Eheschließung betrifft, gibt es widersprüchliche Angaben. In den Personalakten der Hamburgischen Staatsoper ist Eugen Gura, Schauspieler? (gest. 13. Sept. 1944) als Ehemann eingetragen. In dieser Akte ist ein
Sohn vermerkt.
Hedy Gura studierte Gesang in München und trat zunächst an kleineren deutschen Bühnen auf. 1933 erhielt sie ein Engagement an die Hamburgische Staatsoper. Dort trat sie, vom Opernpublikum der Stadt sehr verehrt, in mehr als 3.000 Vorstellungen vorwiegend als Spielaltistin auf. Zu ihrem Repertoire zählten u. a. Rollen aus Mozarts Così fan tutte (Dorabella) und Figaros Hochzeit (Marcelline), Lortzings Wildschütz (Gräfin), Bizets Carmen (Titelpartie), Puccinis Madama Butterfly (Suzuki), Verdis Maskenball (Ulrica) und Falstaff (Mrs. Quickly), Mascagnis Cavalleria rusticana (Mutter Lucia), Wagners Meistersingern (Magdalene), Strauss’ Rosenkavalier (Octavian und Annina), Humperdincks Hänsel und Gretel (Hexe), Strauß’ Fledermaus (Orlowsky), Igor Strawinskys The Rake’s Progress (Türkenbab) und Bohuslav Martinůs Die Hochzeit. 1951 gastierte sie mit der Hamburgischen Staatsoper in Dublin. Nach ihrem Bühnenabschied 1954 arbeitete sie als Gesangspädagogin.

## Engagements
- 1925–1929 in Würzburg
- 1929–1931 in Gera
- 1931–1933 am Stadttheater in Erfurt, Alte Oper (Erfurt)
- 1933–1954 Hamburgische Staatsoper

## Während der Zeit des Nationalsozialismus
Da Hedy Gura als „Halbjüdin“ galt, wurde 1933 ihre Anstellung am Hamburgischen Stadttheater sofort in Frage gestellt. Da sie nicht bei ihrem Vater aufgewachsen war, ihr Sohn bei der SS war, kaum jemand von ihrer jüdischen Herkunft wusste und das Hamburgische Stadttheater außerdem nicht auf sie verzichten wollte, wurde ihre Arbeitserlaubnis von Jahr zu Jahr verlängert und 1937 durch eine „Sondergenehmigung“ Hans Hinkels bestätigt. Nach 1945 gab Hedy Gura an, sie habe trotz der „Sondergenehmigung“ beruflichen Einschränkungen unterlegen und sei von Lehrtätigkeit, Rundfunk, Film, Gastspielen und Gagenforderungen ausgeschlossen gewesen. Im Zuge der Entnazifizierungsverfahren 1945 erhielt sie keine Zuordnung zu einer der Kategorien und wurde damit freigesprochen.
Eugen Gura war ihr Großvater, Hermann Gura ihr Onkel. Beide waren ebenfalls Opernsänger.